# Vágási Ferenc (Szomszédok)
Vágási Ferenc a Szomszédok című magyar telenovella kitalált szereplője, 1962-ben született, karakterét Nemcsák Károly alakította.
Feri szinte minden epizódban szerepelt. Foglalkozása nyomdász (később számítógépes szerkesztéssel is foglalkozik), felesége Vágási Judit, aki tanárnő a Lantos utcai Általános Iskolában.
Fóton nevelkedett állami gondozásban, 1987-ben költözött feleségével a budapesti gazdagréti lakótelepen levő Lantos utca 8. szám alá.
Ferinek és Jutkának egy gyerekük születik, Vágási Mátyás. Családjáról szinte semmit nem lehet tudni, Jutka kutatott Feri családja után. Állítólagos édesanyja Vágási Margit (Hacser Józsa) Békéscsabán él és alkoholproblémákkal küzd, édesapja pedig "Gáspár bácsi", aki borász, azonban van egy állítólagos húga is, Gáspár Erzsike személyében..
Feri több nyomdánál dolgozott, másodállásban bútorokat pakolt („keccsölt”) és otthoni munkát is vállalt saját számítógépén, nagy álma volt beszállni az internetbe és egy Microsoft Windows 95 programot venni 10 ezer forintért.
Segít Hegyi Bernátnak (Kutya bácsi) a ház adminisztrációjában, cserében használhatja az olvasószobát dolgozni.

## Érdekességek
- A szerepet korábban Horváth Ádám Ujlaki Dénesnek ajánlotta fel, aki nem vállalta el, mert úgy érezte, nem tudná összeegyeztetni színházi munkájával.
- A sorozatban a legtöbb verekedős jelenet középpontjában Vágási Feri volt.
- Nemcsák Károlyt a stábtagok a gazdagréti Batman[5] becenévvel illették.
- A valóságban Nemcsák Károly nem ért a számítógéphez.[6]